# Tmesorrhina viridicyanea
Tmesorrhina viridicyanea är en skalbaggsart som beskrevs av Moser 1902. Tmesorrhina viridicyanea ingår i släktet Tmesorrhina och familjen Cetoniidae. Inga underarter finns listade i Catalogue of Life.